# Trichoptya celebensis
Trichoptya celebensis là một loài bướm đêm trong họ Noctuidae.